# 經驗理性論
經驗理性知識論認為人的認知能力有理性、有感官，理性負責思考，感官負責經驗，認為理性和感官是相輔相成的，互助合作的；唯有認為兩者互相合作之後，才可以真正地尋求到知識，此派學說在傳統的知識論上，占有相當長久的歷史，主要是他們確實把人的認知能力，不管是屬於經驗的感官或屬於思想的理性都包括在內。